# Free at Last (Freeway)
Free at Last è il secondo album in studio del rapper statunitense Freeway, pubblicato il 20 novembre 2007 e distribuito dalla Roc-A-Fella, da Def Jam Recordings e da Universal Music. Partecipano Jay-Z, 50 Cent, Scarface, Busta Rhymes, Jadakiss e Rick Ross.
Il sito aggregatore di recensioni Metacritic vota l'album con 72/100.
| Recensione           | Giudizio |
| -------------------- | -------- |
| AllMusic             | [ 2 ]    |
| Entertainment Weekly | B−       |
| Rolling Stones       | [ 1 ]    |
| Pitchfork            | [ 4 ]    |
| PopMatters           | [ 1 ]    |
| Billboard            | [ 1 ]    |
| RapReviews           | [ 1 ]    |

## Tracce
Testi di Leslie Pridgen e Ryan Presson (tracce 7-10). Missaggio di Pat Viala (tracce 1, 7-8, 10-11), Doug Wilson (tracce 2-5, 9, 12 e 14), J.R. Rotem (traccia 6) e Fabian Marasciullo (traccia 13).
1. This Can't Be Real – 3:44 (Karma Productions)
2. It's Over (featuring Jay-Z) – 3:40 (Jake One)
3. Still Got Love – 3:45 (Bink!)
4. Roc-A-Fella Billionaires (featuring Jay-Z) – 3:41 (testo: Damon Blackman, Shawn Carter – musica: Dame Grease)
5. When They Remember – 3:43 (Bink!)
6. Take It to the Top (featuring 50 Cent) – 3:42 (testo: Curtis Jackson, Jonathan Rotem – musica: J.R. Rotem)
7. Spit That Shit – 3:43 (Sire, Chris Styles)
8. Reppin' The Streets – 3:59 (Chad Hamilton)
9. Free at Last (featuring Sherrod Barnes) – 3:38 (Double O)
10. Baby Don't Do It (featuring Scarface) – 3:27 (testo: Brad Jordan, Chad Hamilton – musica: Chad Hamilton; Co-produttore: Ryan Presson)
11. Nuttin' on Me – 2:55 (Needlz)
12. Walk wit Me (featuring Busta Rhymes & Jadakiss) – 4:06 (testo: Don Cannon, Trevor Smith, Jason Phillips – musica: Don Cannon)
13. Lights Get Low (featuring Rick Ross) – 3:47 (testo: William Roberts, Andre Lyon, Marcello Valenzano – musica: Cool & Dre)
14. I Cry – 3:11 (musica: DJ Noodles)

Durata totale: 51:01

## Classifiche

### Classifiche settimanali
| Classifica (2007)         | Posizione massima |
| ------------------------- | ----------------- |
| Stati Uniti               | 42                |
| US Tastemaker Albums      | 15                |
| US Top Rap Albums         | 2                 |
| US Top R&B/Hip-Hop Albums | 5                 |

### Classifiche di fine anno
| Classifica (2008)         | Posizione massima |
| ------------------------- | ----------------- |
| US Top R&B/Hip-Hop Albums | 70                |